# منظور اجتماعي ثقافي
المنظور الاجتماعي والثقافي (بالإنجليزية: Sociocultural Perspective)‏ هو نظرية تُستخدم في مجالات عديدة مثل علم النفس، حيث تُستخدم في وصف الوعي المرتبط بالظروف المحيطة بالأفراد وكيف تتأثر سلوكياتهم بشكل خاص بالعوامل المتعلقة بمحيطهم والعوامل الاجتماعية والثقافية. وفقًا لكاترين إيه. ساندرسون (عام، 2010) فهي ترى بأن «المنظور الاجتماعي الثقافي هو: منظور يصف سلوكيات الأفراد والعمليات العقلية الخاصة بهم كما أنه يتشكل جزئيًا من خلال الاتصال الاجتماعي و/ أو الثقافي، بما في ذلك العرق والجنس والجنسية». تُعتبر نظرية المنظور الاجتماعي الثقافي جانبًا هامًا في وجودنا. إذ ينطبق على كل مجال من مجالات حياتنا اليومية. تعتمد الطريقة التي نتواصل بها ونفهمها ونرتبط بها ونتعامل معها بشكل جزئي على هذه النظرية. كما يتأثر وجودنا الروحي والعقلي والبدني والعاطفي والفسيولوجي بالعوامل التي تعالجها نظرية المنظور الاجتماعي الثقافي.

## العوامل المتعلقة بالصحة
يُستخدم المنظور الاجتماعي الثقافي أيضًا من أجل تقييم استخدام خدمات الصحة العقلية للمهاجرين: «من منظور اجتماعي ثقافي، تستعرض هذه المقالة أسباب خدمة الصحة العقلية قيد الاستخدام بين المهاجرين الصينيين وتناقش تداعيات وآثار الممارسة العملية لها. تتعدّد العوامل التي تفسّر الخدمة الصحية قيد الاستخدام بين المهاجرين الصينيين، وتمتد إلى المجالات الفردية والأسرية والثقافية والنظام العام. يٌعتبر التفسير الثقافي للأمراض العقلية هو أولى هذه الأسباب. تؤثر المعتقدات الثقافية بشكل كبير على استخدام الخدمة الصحية. تشمل أسباب للمرض العقلي عوامل أخلاقية أو دينية أو كونية أو فسيولوجية أو نفسية أو اجتماعية أو جينية». من منظور العمل الاجتماعي الكندي، «يُستخدم المنظور الاجتماعي الثقافي في توفير خدمات الصحة العقلية من قِبَل المهاجرين الصينيين» (لين فانغ، 2010).

## المسايرة أو المعاملة أو التأقلم
وفقًا للمجلة الآسيوية الأمريكية لعلم النفس، «تم التعامل مع هذه النظرية من خلال إجراء تجارب على أساس التمييز العنصري والجنس بين 11 كلية آسيوية / وآسيوية أمريكية في مختلف الجامعات المسيحية». بعد إجراء هذه الدراسة، كشفت النتائج أن «عشر نساء من بين 11 امرأة وصفن تجاربهن عند تعرضهم لمعاملة مختلفة بسبب العرق و/ أو الجنس. وكشفت التحليلات النوعية عن أربعة موضوعات تتعلق بالمعاملة أو المسايرة: التأقلم الاستباقي والدعم الخارجي والموارد الشخصية والتكيف الروحي: تتم مناقشة المواضيع الناتجة هذه في ضوء البحوث الحالية، مع التركيز على أهمية فهم القيم الثقافية والدينية لدراسة أسس المعاملة». كيم سي.إل وهول وإم.أندرسون وتي.إل. وويلينغهام وإم.إم (عام 2011). المسايرة أو المعاملة مع التمييز في الأوساط الأكاديمية: وجهات النظر الآسيوية الأمريكية والمسيحية بحسب المجلة الآسيوية الأمريكية لعلم النفس، 2 (4)، 291-305

## اللغة
يمكن العثور على مثال آخر للمنظور الاجتماعي الثقافي في مفهوم تعلم اللغة: «وذلك من خلال تبني منظور اجتماعي ثقافي يعمل على إظهار الدور الحاسم للسياق الاجتماعي في التنمية المعرفية والاجتماعية (فيغوتسكي، 1978)، لذا نقترح أن يقوم المتعلمون بتسهيل أو في بعض الأحيان بتقييد استيعابهم للغة التي يتعلمونها بشكل كامل، دون النظر إلى السياقات الموضحة التي تظهر فيها الاستراتيجيات وتتطور، الأمر ذاته بالنسبة لأنواع التسلسلات الهرمية التي تظهر من خلالها خلفيات متنوعة في غرف الصف الدراسية بالولايات المتحدة (بورد، 1991). من النظرية إلى الممارسة العملية: «منظور اجتماعي ثقافي حول استراتيجيات تعلم لغة ثانية: التركيز على تأثير السياق الاجتماعي» من قِبَل يون يونغ جانغ وروبرت تي. جيمينيز عام 2011.